# چاندرا مظفر

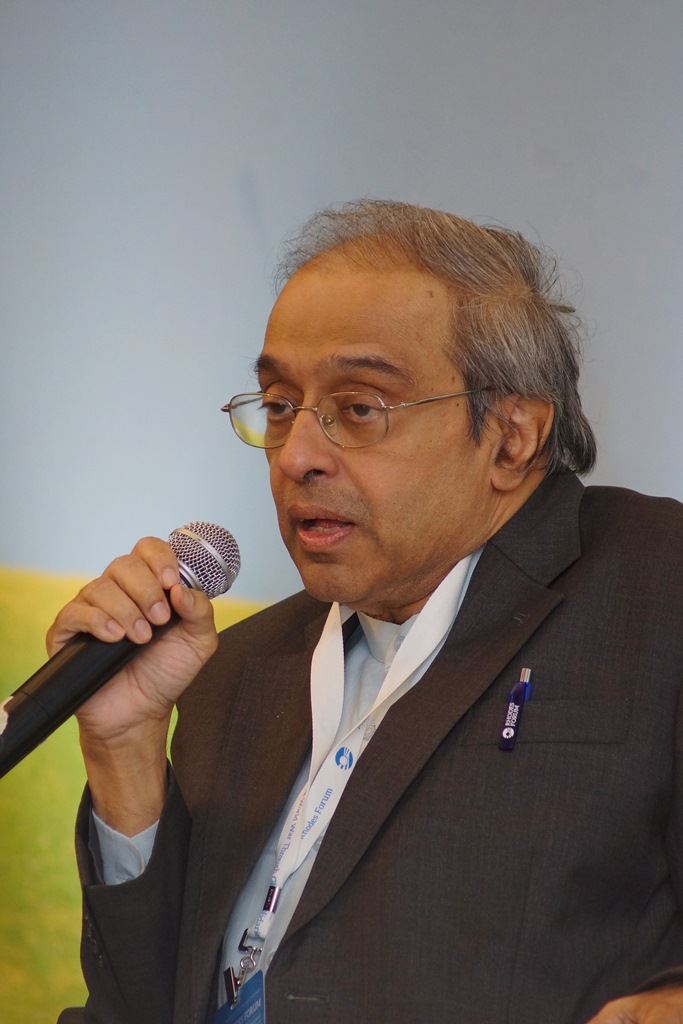
چاندرا مظفر، ۲۰۱۴

چاندرا مظفر یک دانشمند علوم سیاسی مالزیایی و یک اصلاح طلب و فعال اسلامی است. او نوشته‌هایی در حوزۀ  گفتگوی تمدن‌ها، حقوق بشر، سیاست مالزی و روابط بین‌الملل دارد.

## حرفه
مظفر اولین مدیر مرکز گفتگوی تمدنی در دانشگاه مالایا در کوالالامپور بود. او سپس استاد مطالعات جهانی در دانشگاه علوم مالزی (USM) در پنانگ شد.
از سال ۱۹۷۷ تا ۱۹۹۱ «علیران کسیدر نگارا» (علیران) را تأسیس کرد که یک گروه اصلاح‌طلب چند قومیتی در مالزی برای عدالت، آزادی و همبستگی است. او بعداً رئیس جنبش بین‌المللی برای یک جهان بر پایۀ عدل(JUST) شد، که یک سازمان غیردولتی (NGO) است که هدف آن بالا بردن آگاهی عمومی در زمینۀ عدالت جهانی بر اساس تفکر و اخلاق است.

## آثار
- محافظ (۱۹۷۹)
- جهان‌گرایی اسلام (۱۹۷۹)
- تجدید حیات اسلامی در مالزی (۱۹۸۷)
- حقوق بشر و نظم نوین جهانی (۱۹۹۳)
- سیاست جایگزین برای آسیا: گفتگوی بودایی و مسلمان (۱۹۹۹)
- حقوق، دین و اصلاحات (۲۰۰۲)
- اخلاق جهانی یا هژمونی جهانی؟ (۲۰۰۵)
- هژمونی: عدالت؛ صلح (۲۰۰۸)
- دین و حکومت (۲۰۰۹)
- سیاست در آسیا: گفتگوی بودایی و مسلمان